# Strängnäs (gemeente)
Strängnäs is een Zweedse gemeente in Södermanland. De gemeente behoort tot de provincie Södermanlands län. Ze heeft een totale oppervlakte van 980,0 km² en telde 30.522 inwoners in 2004.

## Plaatsen
- Strängnäs (hoofdplaats)
- Mariefred
- Stallarholmen
- Åkers styckebruk
- Abborrberget
- Härad
- Merlänna
- Björktorp
- Hedlandet en Åsgård
- Björsund
- Vansö kyrkby